# Friedrich von Hutten
Friedrich von Hutten (* vor 1328; † 1363) war Landvogt in der Wetterau und Reichsschultheiß von Frankfurt am Main.

## Karriere
Friedrich wurde 1328 als Ritter erstmals erwähnt. Später war er Marschall des Stifts Fulda und Amtmann auf der Burg Stolzenberg. Kaiser Ludwig IV. (der Bayer) ernannte ihn am 30. Juli 1341 als Nachfolger für Gottfried von Eppstein zum Landvogt der Wetterau, ein Amt, das er wahrscheinlich bis zum 28. September 1345 innehatte. Ihm folgte Walram Graf von Sponheim. Etwa zeitgleich, von 1341 bis 1346, war er Reichsschultheiß in Frankfurt am Main. 1346 trat er dieses Amt gegen Zahlung von 800 Gulden an Walter von Cronberg ab.
Friedrich kaufte 1336 von Konrad Schenk zu Erbach dessen Anteile am Gericht Salmünster und Alsberg, 1339 das Dorf Willenroth vom Abt des Klosters Fulda, Heinrich VI. von Hohenberg, und 1344 von Heinrich von Ysenburg das Gericht Burgjoß.

## Familie
Sein Vater war der Ritter Hermann von Hutten (genannt zwischen 1285 und 1303) und war Amtmann der Burg Stolzenberg, seine Mutter eine Gertrud oder Gela, deren Familiennamen nicht bekannt ist. Verheiratet war Friedrich von Hutten mit Hedwig von Rannenberg. Ihre gemeinsamen Kinder waren: 
- Friedrich, † 1349 auf Stolzenberg, verheiratet mit Mezze von Bleichenbach
- Frowin, † 1373, durch Ulrich IV. von Hanau erschlagen
- Ludwig † ca. 1355 in Ziegenhain, Amtmann, heiratete 1340 Lukarde von Erbach
- Irmengard, erscheint 1349–1401, heiratet 1349 Gottschalk von Buchenau
- Konrad † 1387, Marschall des Stifts Fulda, Hofmeister und Amtmann in Kurmainz und Würzburg, begründet die fränkische Linie der Familie von Hutten
- Peter, erwähnt zwischen 1371 und 1400, verheiratet mit Agnes von Seckendorff